# Sonya Hartnett
Sonya Hartnett, née Sonya Louise Hartnett en 1968, est une auteure, écrivaine australienne notamment en littérature pour adultes, jeunes adultes et littérature jeunesse. Elle a remporté le Prix commémoratif Astrid-Lindgren du Conseil suédois des arts en 2008, le plus grand prix de littérature pour enfants.
Elle a publié des livres sous le nom de Sonya Hartnett, SL Hartnett et Cameron S. Redfern},,.

## Biographie
Sonya Hartnett est née Sonya Louise Hartnett le 23 février 1968, à Box Hill, dans la banlieue de Melbourne, Victoria. Hartnett avait treize ans lorsqu'elle a écrit son premier roman et quinze quand il a été publié pour le marché adulte en Australie, Trouble All the Way ( Adelaide : Rigby Publishers, 1984),. Pendant des années, elle a écrit environ un roman chaque année. Bien qu'elle soit souvent classée comme une écrivaine de fiction pour jeunes adultes, Hartnett ne considère pas cette étiquette comme tout à fait exacte: "J'ai été perçue comme une jeune écrivain adulte alors que mes livres n'ont jamais vraiment été des romans pour jeunes adultes dans le genre de sens classique de l'idée. " Elle pense que la distinction n'est pas aussi importante en Grande-Bretagne que dans son pays natal.
Selon la Bibliothèque nationale d'Australie , «le roman pour lequel Hartnett a obtenu le plus grand succès (et le plus controversé) a été Sleeping Dogs » (1995). "Un livre impliquant l'inceste entre frère et sœur et souvent critiqué comme" sans espoir ", Sleeping Dogs a suscité d'énormes discussions à la fois en Australie et à l'étranger." 
Elle vit à Melbourne.

### Controverse deLandscape with Animals
En 2006, Sonya Hartnett a été impliqué dans une controverse concernant la publication de Landscape with Animals , publié sous le pseudonyme de Cameron S. Redfern. Le livre contient de nombreuses scènes de sexe et Sonya Hartnett a été presque immédiatement "démasquée" en tant qu'autrice. Elle a dit qu'elle voulait éviter que le livre ne soit accidentellement mis de côté avec son travail pour les enfants dans les bibliothèques et a nié avoir utilisé un pseudonyme pour échapper à la responsabilité du travail ou comme coup de publicité à The Bride Stripped Bare de Nikki Gemmell. Dans une revue publiée dans The Age , Peter Cravena sauvé le livre le décrivant comme un "petit choc sexuel exagéré", un "petit chatouilleur d'entrejambe tawdry" et a déploré que Hartnett était "trop bon écrivain pour mettre son nom à cette boule de poils indigeste de foutre et de dépit".  Il a été défendu vigoureusement dans The Australian par Marion Halligan ("Je n'ai pas lu beaucoup de livres de Hartnett, mais je pense que c'est une œuvre beaucoup plus étonnante que n'importe laquelle") qui a réprimandé Craven pour avoir raté la blague. ("Comment un critique expérimenté a-t-il pu se tromper si mal?") Et se demande pourquoi les femmes écrivains écrivant franchement sur le sexe sont si mal vues.

## Œuvres
Sonya Hartnett a publié de nombreux ouvrages , dont :

### Publiés en français
- Finnigan et moi, traduction de : Surrender par Bertrand Ferrier, le Serpent à plumes, 2009
- L'enfant du fantôme, traduction de : The ghost's child par Fanny Ladd et Patricia Duez, les Grandes personnes, 2010
- Une enfance australienne, traduction de : Of a boy, par Bertrand Ferrier, J'ai lu, 2010
- L'enfant du jeudi, traduction de : Thursday's child, par Valérie Le Plouhinec, les Grandes personnes, 2011
- Les enfants du roi, traduction de : The children of the king, par Fanny Ladd et Patricia Duez, éd. les Grandes personnes, 2013

### Publiés en anglais

#### Fiction

##### Album jeunesse
- The Boy and the Toy (2010)
- Come Down, Cat! (2011)

##### Fiction jeunesse
- The Silver Donkey (2004)
  - Won – Courier Mail award for young readers (2005)
  - Won – CBCA Children's Book of the Year Award: Younger Readers (2005)
  - Won – Andersen Award (Italy) Best Book for readers 9–12 (2010)
- Sadie and Ratz (2008)
- The Children of the King (2012)
  - Won – CBCA Children's Book of the Year Award: Younger Readers (2013)
  - Shortlisted – Prime Minister's Literary Awards Young Adult Fiction (2013)

##### Fiction ado et jeunes adultes
- Wilful Blue (1994)
  - produced as a play and performed at the Victorian Arts Centre
  - Won – IBBY (International Board on Books for Young People) Ena Noel Award (1996)
- Sleeping Dogs (1995)
  - Won – Miles Franklin Kathleen Mitchell Award (Australia) (1996)
  - Won – Victorian Premier's Literary Award Sheaffer Pen Prize (1996)
  - Honour – CBCA Children's Book of the Year Award: Older Readers (1996)
  - Shortlisted – New South Wales Premier's Literary Awards (1996)
- The Devil Latch (1996)
- Princes (1997)
  - Shortlisted – CBCA Children's Book of the Year Award: Older Readers (1999)
- All My Dangerous Friends (1998)
- Stripes of the Sidestep Wolf (1999) (first published in the UK in 2004)
  - Shortlisted – CBCA Children's Book of the Year Award: Older Readers (2002)
- Thursday's Child (2000)
  - Won – Guardian Children's Fiction Prize
  - Won – Aurealis Award, Best Young Adult Novel (Australian speculative fiction)
  - Shortlisted – Australian Publishers Association Award (2000)
  - Shortlisted – CBCA Children's Book of the Year Award: Older Readers (2001)
  - Shortlisted – New South Wales Premier's Literary Awards (2001)
  - Shortlisted – Mail on Sunday/John Llewellyn Rhys Prize (2002)
- Forest (2001)
  - Won – CBCA Children's Book of the Year Award: Older Readers (2002)
- Surrender (2005):
  - Honour – Michael L. Printz Award (2007)
  - Shortlisted – The Age Book of the Year Award (2005)
  - Shortlisted – Aurealis Award Fantasy Division (2005)
  - Shortlisted – Commonwealth Writers Prize (South East Asia and South Pacific Region, Best Book) (2006)
- The Ghost's Child (2007)
  - Won – CBCA Children's Book of the Year Award: Older Readers (2008)
- Butterfly (2009)
- The Midnight Zoo (2010)
  - Shortlisted – CILIP Carnegie Medal (2012)

##### Fiction adultes
- Trouble All the Way (1984)
- Sparkle and Nightflower (1986)
- The Glass House (1990)
- Black Foxes (1996)
- Of a Boy (adult, 2002) (first published in the UK as What the Birds See in 2003)
  - Won – The Age Book of the Year Award (2003)
  - Won – Commonwealth Writers Prize (South East Asia and South Pacific Region, Best Book) (2003)
  - Shortlisted – Miles Franklin Award (2003)
  - Shortlisted – New South Wales Premier's Literary Awards (2003)
- Landscape with Animals (2006), as by Cameron S. Redfern
- Golden Boys (2014)
  - Shortlisted - Miles Franklin Award (2015)
  - Shortlisted - Christine Stead Prize for Fiction (2015)
  - Shortlisted - Victorian Premier's Literary Awards (2015)
  - Shortlisted - New South Wales Premier's Literary Awards (2015)

#### Mémoires
- Life in Ten Houses: A Memoir (2013)

#### Etudes critiques autour du travail de Hartnett
- Review of Golden Boys

## Prix et distinctions
- Pour Thursday's Child (2000, Royaume-Uni 2002), elle a remporté le prix annuel Guardian Children's Fiction, un prix unique pour un livre jugé par un panel d'écrivains britanniques pour enfants.
- En 2003, pour Une enfance australienne, elle a remporté The Age Book of the Year et le prix du Commonwealth.
- (international) Honor List 2006[10], de l' IBBY, pour  The Silver Donkey
- En 2007, elle est finaliste du prix Michael L. Printz (aussi appelé prix Printz) pour Finnigan et moi.
- En 2008 elle est lauréate du prestigieux prix commémoratif Astrid-Lindgren, qui est administré par le Conseil suédois des Arts.
- (international) Honor List 2010[11], de l' IBBY, pour L'Enfant du fantôme (The Ghost's Child)
- Finaliste Médaille Carnegie 2013[12] pour The Midnight Zoo